# Malin
Malin és una població dels Estats Units a l'estat d'Oregon. Segons el cens del 2000 tenia 638 habitants.

## Demografia
Segons el cens del 2000, Malin tenia 638 habitants, 200 habitatges, i 155 famílies. La densitat de població era de 703,8 habitants per km².
Dels 200 habitatges en un 48,5% hi vivien nens de menys de 18 anys, en un 58,5% hi vivien parelles casades, en un 10,5% dones solteres, i en un 22,5% no eren unitats familiars. En el 20% dels habitatges hi vivien persones soles el 9,5% de les quals corresponia a persones de 65 anys o més que vivien soles. El nombre mitjà de persones vivint en cada habitatge era de 3,19 i el nombre mitjà de persones que vivien en cada família era de 3,61.
Per edats la població es repartia de la següent manera: un 36,4% tenia menys de 18 anys, un 9,9% entre 18 i 24, un 27,4% entre 25 i 44, un 16,5% de 45 a 60 i un 9,9% 65 anys o més.
L'edat mediana era de 28 anys. Per cada 100 dones de 18 o més anys hi havia 106,1 homes.
La renda mediana per habitatge era de 29.750$ i la renda mediana per família de 30.000$. Els homes tenien una renda mediana de 26.875$ mentre que les dones 21.591$. La renda per capita de la població era de 10.258$. Aproximadament el 19,4% de les famílies i el 26,7% de la població estaven per davall del llindar de pobresa.

## Poblacions més properes
El següent diagrama mostra les poblacions més properes.